# Kościół Grobu Najświętszej Marii Panny
Kościół Grobu Najświętszej Marii Panny – świątynia chrześcijańska zlokalizowana w dolinie Cedronu między Wzgórzem Świątynnym a Górą Oliwną w Jerozolimie. Zgodnie z tradycją w kościele tym znajduje się grób Marii z Nazaretu, matki Jezusa. Kościół jest wspólnie administrowany przez kilka wspólnot chrześcijańskich. Relacje między wspólnotami reguluje wywodząca się z czasów Imperium Osmańskiego zasada Status Quo.
Podziemnym kościołem Grobu Matki Bożej opiekują się mnisi greccy (prawosławni z Patriarchatu Jerozolimskiego) i ormiańscy. Jak podaje apokryf Transitus Mariae, to właśnie z tego miejsca Maryja Matka Jezusa została z duszą i ciałem wzięta do nieba. Miejsce było czczone przez judeochrześcijan już w II w. Zwolennikiem uznania lokalizacji grobu w dolinie Cedronu był jerozolimski biskup Juwenalis. W IV w. powstała pierwsza świątynia poświęcona Matce Bożej. Najprawdopodobniej została zniszczona przez Persów w 614 roku.
Arkulf z Perigeux relacjonował w 670 roku, że była to świątynia dwupoziomowa. Na jej dolnej kondygnacji znajdował się pusty skalny grób, w którym po śmierci była pochowana Maryja. Z relacji wynika więc, że w drugiej połowie VII wieku świątynia była już odbudowana. W 1009 roku, po zdobyciu Jerozolimy przez Fatymidów, kalif Al-Hakim rozkazał zniszczyć świątynię, więc krzyżowcy zastali kościół górny w ruinie. W latach 1112–1130 benedyktyni wznieśli ponad Grobem Marii nowy kościół wraz z przyległym klasztorem nazywanym „opactwem Matki Boskiej w Dolinie Jozafata”. Zburzył go w 1187 roku Saladyn, oszczędzając kryptę ze względu na cześć jaką żywił dla „błogosławionej Matki proroka Jezusa”. We wnętrzu krypty znajduje się m.in. sarkofag Melisandy, matki króla jerozolimskiego Baldwina III z czasów wypraw krzyżowych, która została tu pochowana w 1161 roku.

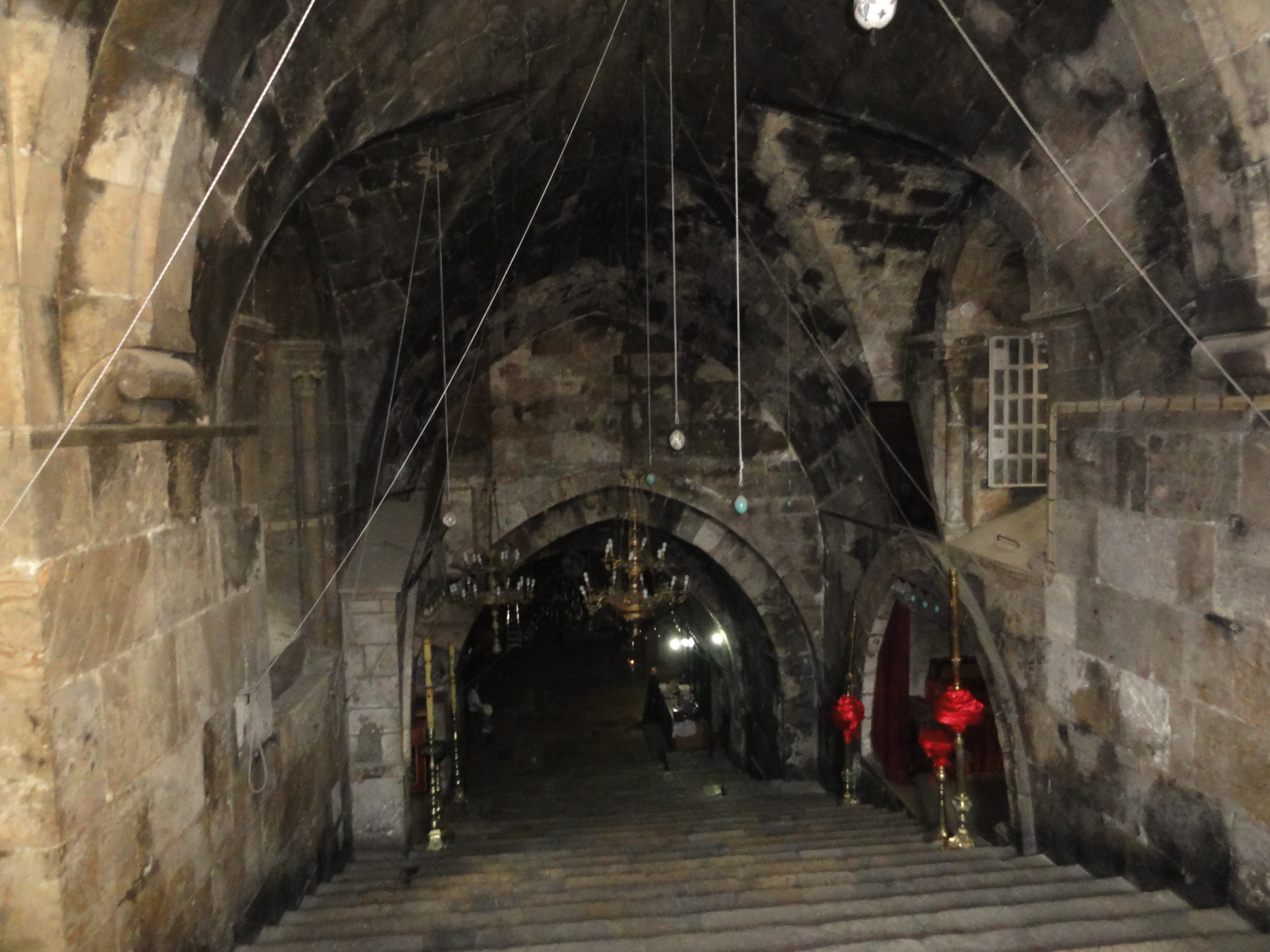
Schody wiodące na dolny poziom świątyni
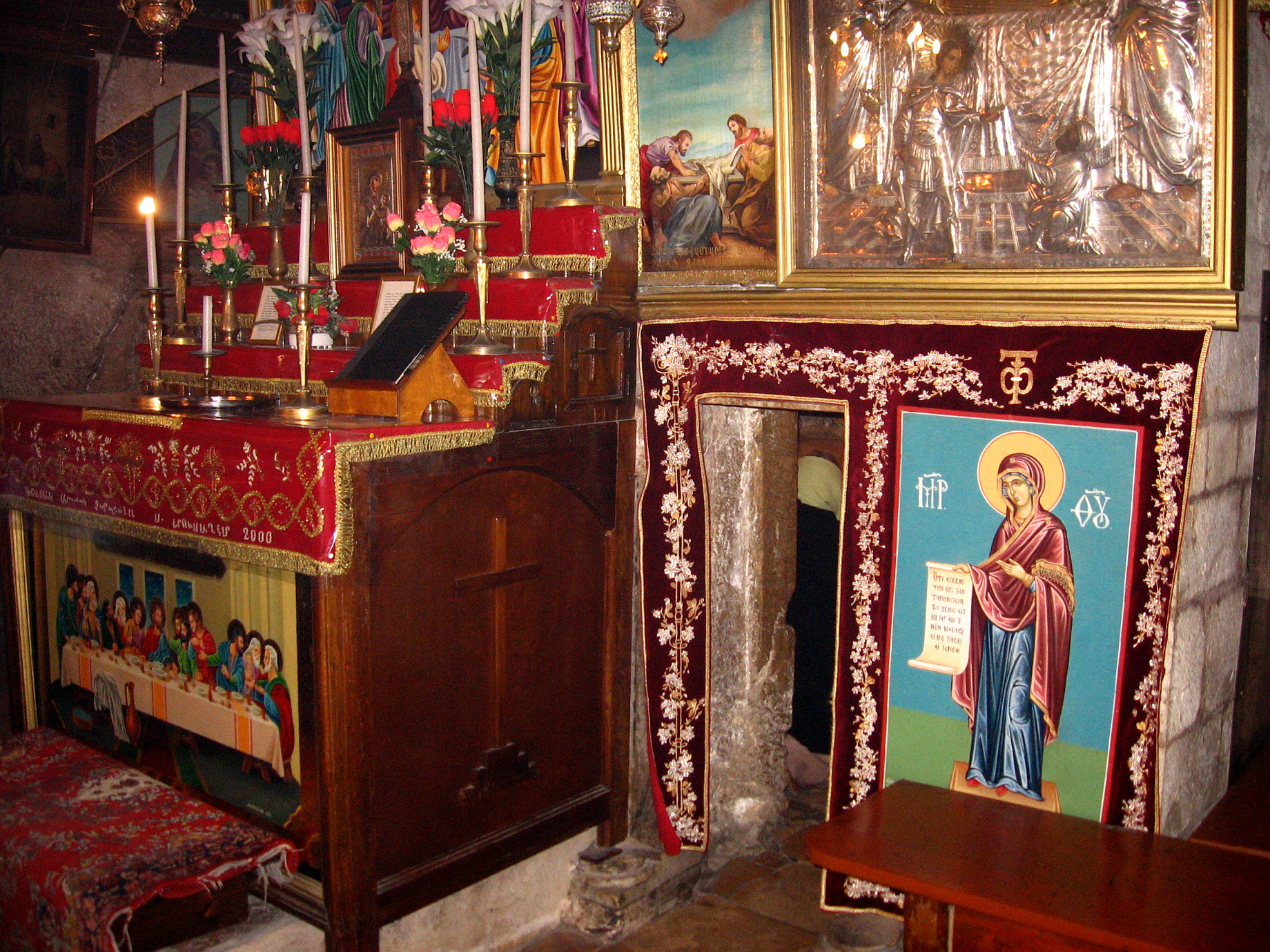
Wejście do grobowca
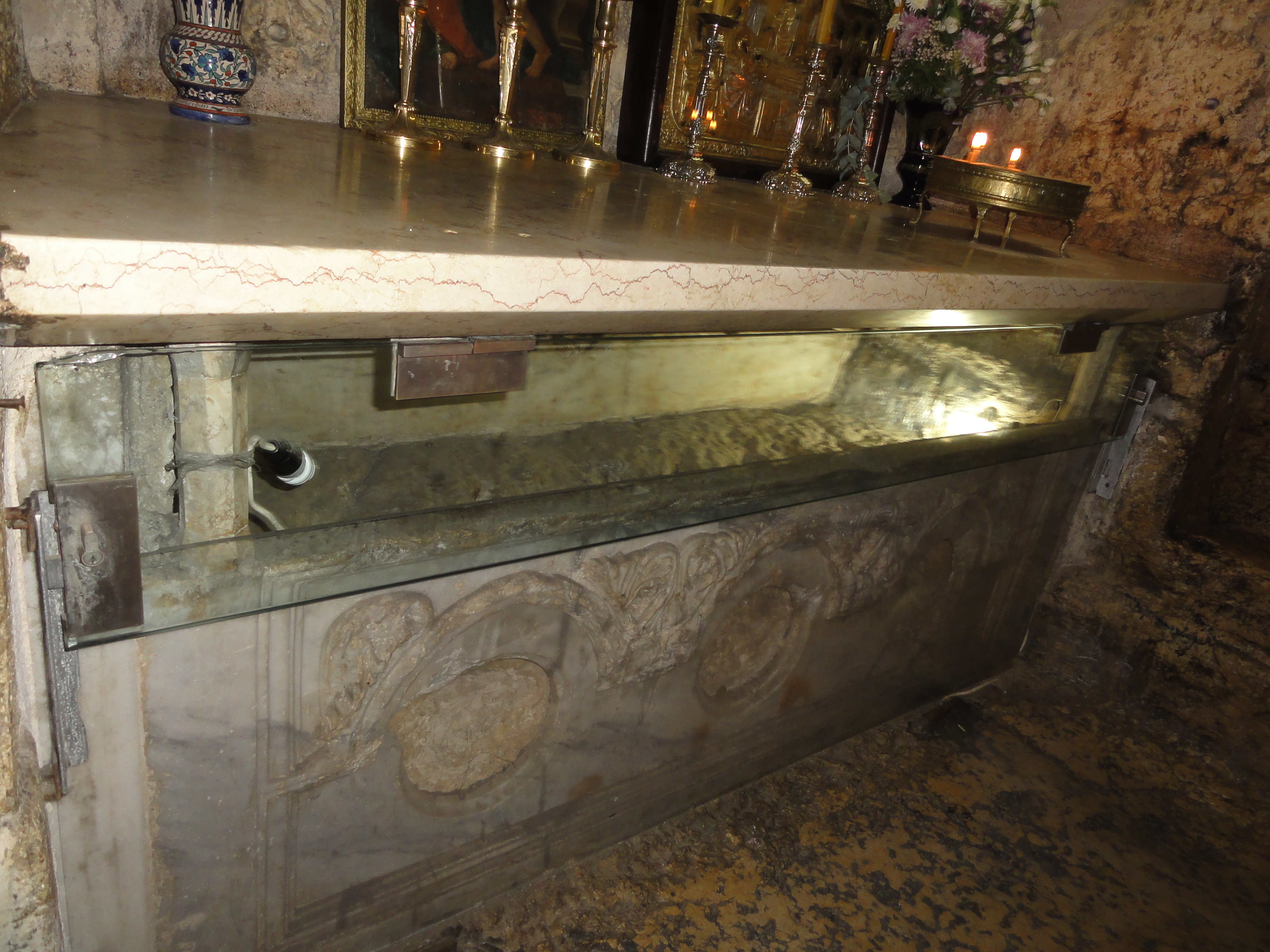
Grobowiec
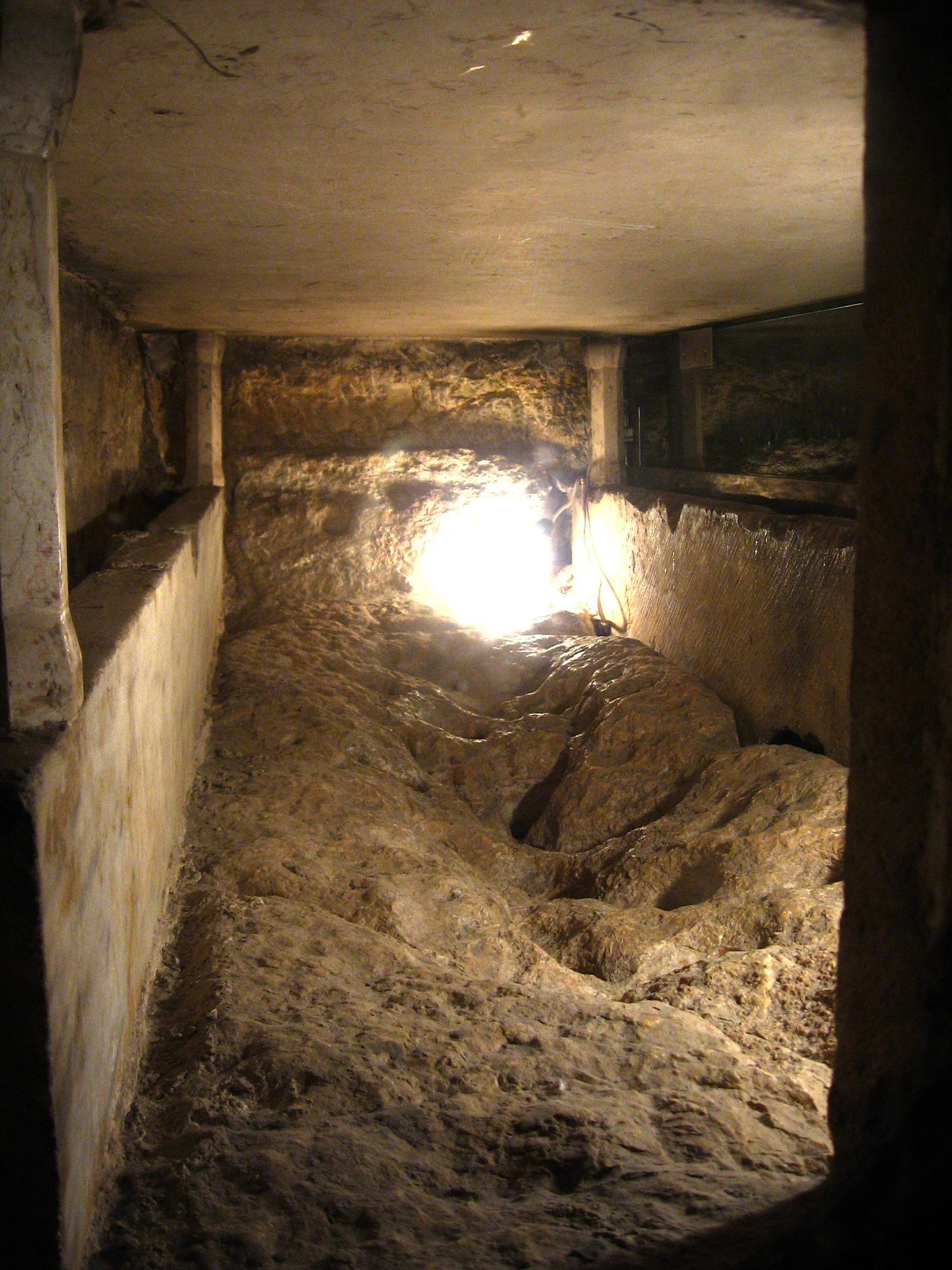
Wnętrze grobu
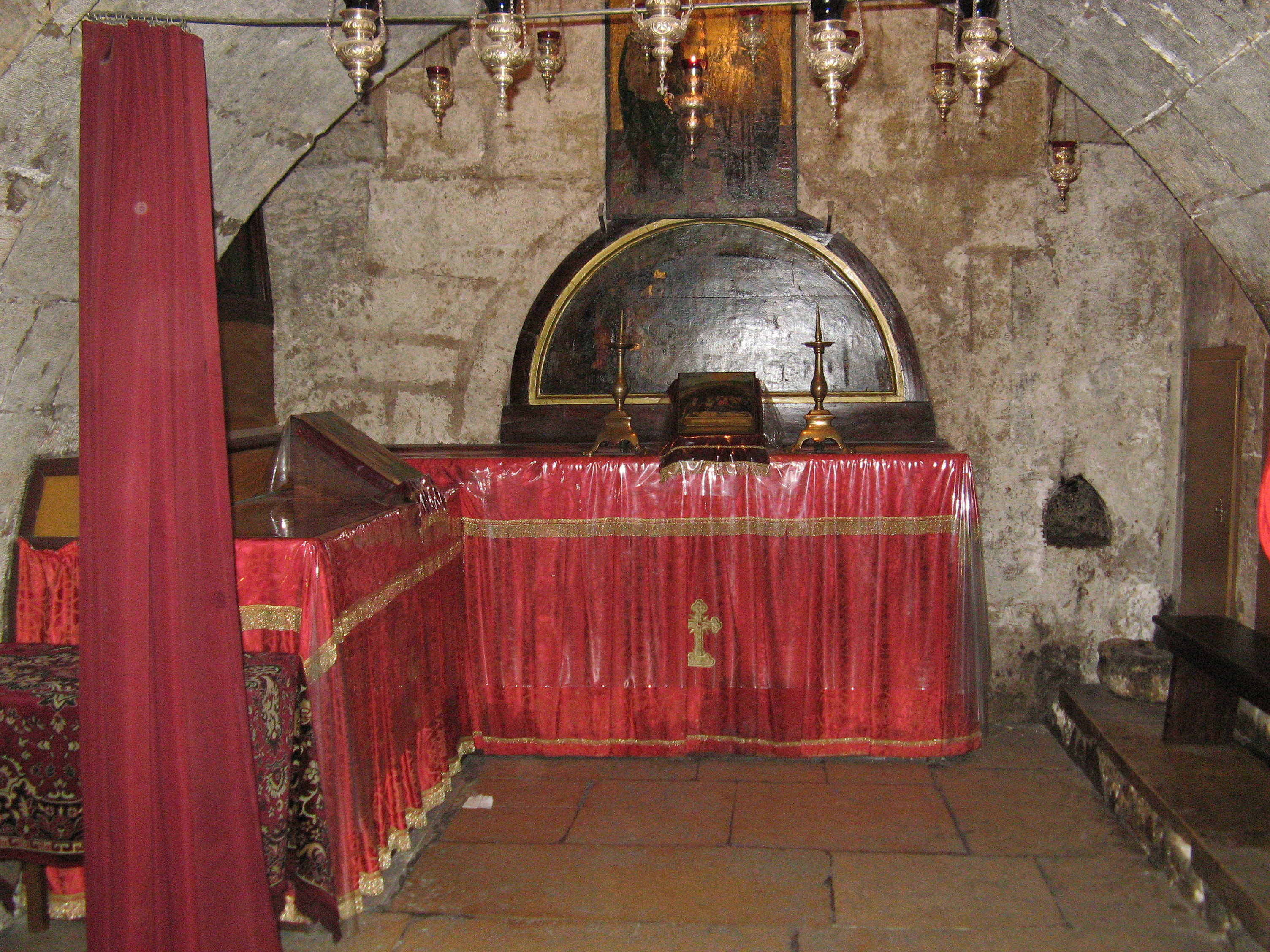
Sarkofag Melisandy z Jerozolimy